# Hiperantha
Hiperantha es un género de escarabajos de la familia Buprestidae.

## Especies
- Hiperantha bella Saunders, 1869
- Hiperantha boyi Thery, 1936
- Hiperantha decorata (Gory, 1841)
- Hiperantha fontainieri Thery, 1928
- Hiperantha hoscheki Thery, 1943
- Hiperantha interrogationis (Klug, 1825)
- Hiperantha langsdorffii (Klug, 1825)
- Hiperantha menetriesii Mannerheim, 1837
- Hiperantha pallida Obenberger, 1922
- Hiperantha pilifrons Kerremans, 1903
- Hiperantha quadrisignata Hoscheck, 1928
- Hiperantha sallei Rojas, 1855
- Hiperantha sanguinosa Mannerheim, 1837
- Hiperantha saundersi Thery, 1928
- Hiperantha speculigera (Perty, 1830)
- Hiperantha stempelmanni Berg, 1889
- Hiperantha stigmaticollis Desmarest, 1843
- Hiperantha terminalis (Gory & Laporte, 1839)
- Hiperantha testacea (Fabricius, 1801)
- Hiperantha theryi Hoscheck, 1928
- Hiperantha vittaticollis Desmarest, 1843